# 35 heures, c'est déjà trop
Pour plus de détails, voir Fiche technique et Distribution.
35 heures, c'est déjà trop ou La folie du travail au Québec (Office Space) est un film américain réalisé par Mike Judge, sorti en 1999.

## Synopsis
Peter est cadre informatique dans une grande société de développement logiciel (Initech) et sa vie n'est que routine : les bouchons, son boss, la journée dans un bureau à cloisons, les mémos et rapports ineptes, etc. Menacé par deux consultants et leur plan social, et après avoir consulté un hypnotiseur l'ayant rendu totalement cool, il élabore avec ses amis et collègues de travail Michael Bolton et Samir une arnaque pour voler l'entreprise à l'aide d'un virus informatique.

## Fiche technique
- Réalisation : Mike Judge
- Scénario : Mike Judge
- Musique : John Frizzell
- Producteur : Daniel Rappaport - Michael Rotenberg
- Distribution : Twentieth Century Fox
- Photo : Tim Suhrstedt (en)
- Budget : 10 000 000 $ (estimation)
- Langue : anglais
- genre : comédie
- Date de sortie : 
  - États-Unis : 19 février 1999

## Distribution
- Ron Livingston (VF : Xavier Béja) : Peter Gibbons
- Jennifer Aniston (VF : Dorothée Jemma) : Joanna
- David Herman (VF : Luc Mitéran)  : Michael Bolton
- Ajay Naidu (VF : Flaminio Corcos) : Samir Nagheenanajar
- Diedrich Bader (VF : Patrice Baudrier) : Laurent
- Stephen Root (VF : Michel Tugot-Doris) : Milton Waddams
- Gary Cole (VF : Cédric Dumond) : Bill Lumbergh
- Richard Riehle (VF : Richard Leblond) : Tom Smykowski
- Alexandra Wentworth : Anne
- Joe Bays (VF : Yves Barsacq) : Dom Portwood
- John C. McGinley (VF : Bernard Demory) : Bob Slydell
- Paul Willson (VF : Michel Muller) : Bob Porter
- Kinna McInroe (VF : Véronique Alycia) : Nina
- Todd Duffey (VF : Thomas Roditi) : Brian
- Greg Pitts (VF : Thomas Roditi) : Drew
- Michael McShane (VF : Yves Barsacq) : Dr Swanson
- Linda Wakeman : Laura Smykowski
- Kyle Scott Jackson : Rob Newhouse, l'avocat de Smykowski
- Orlando Jones (VF : Éric Etcheverry) : Steve
- Barbara George-Reiss : Peggy, la secrétaire de Bill Lumbergh
- Mike Judge[1] (VF : Éric Etcheverry) : Stan, le gérant du Chotchkie, le restaurant où travaille Joanna
- Jack Betts : le juge

Source et légende : Version française (V.F.) selon le carton de doublage issu de Disney+ et sur Forum Doublage Francophone.
Note : les crédits ci-présents sont ceux du premier doublage.

## Sortie

### Marketing
Le studio de production installe pendant cinq jours un homme, Andrew Burlinson, dans un cube en Plexiglass au-dessus de Times Square. La performance est retransmise en direct sur internet pendant qu'il répond aux appels et aux mails de personnes insatisfaites de leur travail,.

### Second doublage
Il existe deux versions françaises pour ce film. Un premier doublage a été réalisé lors de la sortie en vidéo du film en France. Le second doublage, lui, est utilisé pour les diffusions télévisées et sur Disney+, bien que la plateforme crédite par erreur l'équipe du précédent doublage. Cette deuxième version française est d'ailleurs réputée pour sa médiocrité, et aucune information n'existe sur celle-ci.